# Walter Mäder
Walter Mäder (* 27. September 1898 in Baden; † 28. Februar 1987 ebenda; katholisch; heimatberechtigt in Baden) war ein Schweizer Unternehmer.

## Leben
Walter Mäder wurde am 27. September 1898 als Sohn des Baumeisters Louis Hermann Mäder und der Lydia Edith geborene Steffan in Baden geboren. In den Jahren 1916 bis 1921 belegte er ein Chemiestudium in Bern und Zürich, das er 1921 mit dem Erwerb des akademischen Grades Dr. phil. beendete.
In der Folge war er in verschiedenen Bereichen beschäftigt, ehe er 1931 die Dr. Walter Mäder Lack- und Farbenfabrik in Ennetbaden gründete. Dort agierte Mäder zwischen 1939 und 1978 als Verwaltungsratspräsident der zur Walter Mäder AG umgewandelten, 1948 nach Killwangen verlegten und bis heute bestehenden Firma.
Daneben fungierte Mäder ab 1948 als Mitglied, ab 1960 als Vizepräsident sowie von 1966 bis 1972 als Präsident der Aargauer Handelskammer, zu deren Ehrenmitglied er im Anschluss ernannt wurde. Zudem war Mäder ab 1963 im Verwaltungsrat und als Präsident der Elektrochemie AG Turgi sowie als Vizepräsident des Verbands Schweizerischer Lack- und Farbenfabrikanten eingesetzt. In der Schweizer Armee wurde er 1940 zum Oberst befördert.  
Walter Mäder, der 1924 Nelly, die Tochter des Sackfabrikanten Paul Fischer, ehelichte, verstarb am 28. Februar 1987 im 89. Lebensjahr in Baden.